# Rossville (Maryland)
Pour les articles homonymes, voir Rossville.
Rossville est une census-designated place située dans le comté de Baltimore, dans l’État du Maryland, aux États-Unis. Lors du recensement de 2020, elle comptait 16 029 habitants.